# İzmirspor
İzmirspor – turecki klub piłkarski z siedzibą w Izmirze.

## Historia
İzmirspor Külübü Derneği został założony w 25 lipca 1923 jako Altınayspor. W klub zmienił nazwę na İzmirspor. Klub występował w miejscowej lidze – İzmir Futbol Ligi, pięciokrotnie ją wygrywając w 1933, 1939, 1949, 1955 i 1956.
W 1959 İzmirspor był wśród założycieli ligi tureckiej, która nosiła wówczas nazwę Milli Lig. Klub występował w pierwszej lidze przez dziesięć sezonów latach 1959–1969. W 1972 klub spadł po raz pierwszy w historii do trzeciej ligi. Do drugiej powrócił osiem lat później. W drugiej 2. Lig İzmirspor występował przez osiemnaście sezonów w latach 1988–2004. W 2008 klub po raz drugi spadł do 3. Lig.
W 2010 İzmirspor spadł po raz pierwszy w historii do Amatör Lig (V liga) i występuje w niej do chwili obecnej.

## Sukcesy
- mistrzostwo 2. Lig (1): 1968.
- mistrzostwo İzmir Futbol Ligi (5): 1933, 1939, 1949, 1955, 1956.

## Sezony
- 10 sezonów w Süper Lig: 1959–1967, 1968–1969.
- 22 sezony w 1. Lig: 1967–1968, 1969–1972, 1980–1988, 1989–1993, 1998–2004.
- 18 sezonów w 2. Lig: 1972–1980, 1988–1989, 1993–1998, 2004–2008.
- 2 sezony w 3. Lig: 2008–2010.
- 2 sezony w Amatör Lig: 2010–.

## Znani piłkarze w klubie
| - Metin Oktay - Ahmet Yıldırım - Yiğit İncedemir | - Yekta Kurtuluş - Semih Şentürk |

## Sezony wSüper Lig
| Sezon   | Uzyskane Miejsce |
| ------- | ---------------- |
| 1959    | 4 w gr. białej   |
| 1959-60 | 4                |
| 1960-61 | 7                |
| 1961-62 | 17               |
| 1962-63 | 18               |
| 1963-64 | 13               |
| 1964-65 | 12               |
| 1965-66 | 12               |
| 1966-67 | 16 (spadek)      |
| 1968-69 | 16 (spadek)      |